# Blackbolbus bispinicollis
Blackbolbus bispinicollis es una especie de coleóptero de la familia Geotrupidae.

## Distribución geográfica
Habita en Australia.